# Neva
Il fiume Neva (in russo Нева́?, Nevá) è un corso d'acqua della Russia europea occidentale che nasce dal lago Ladoga e, percorsi 74 chilometri, sfocia nella baia omonima del golfo di Finlandia (mar Baltico) dopo aver bagnato San Pietroburgo attraverso un delta ramificato e modificato dall'intervento umano, dividendosi in:
- Grande Neva (Bol'šaja Neva)
- Piccola Neva (Malaja Neva)
- Grande Nevka (Bol'šaja Nevka)
- Media Nevka (Srednaja Nevka)
- Piccola Nevka (Malaja Nevka)
- Fontanka
- Mojka

e in diversi canali, tra cui: Obvodnyj kanal, Canale Griboedov.

## Bacino idrografico
La lunghezza del fiume è di 74 km, il bacino idrografico è di 281 000 km².
Il fiume è molto ampio e profondo (da 8 a 24 m) (ciò ne fa il 3º fiume europeo per portata dopo Volga e Danubio), conseguenza del fatto che è l'emissario del più grande lago europeo, e ciò permette a navi anche molto grandi di percorrerlo. Durante l'inverno è ghiacciato, e ciò ne permette l'attraversamento.
I principali affluenti sono: Mga, Tosna, Ižora, Slavjanka, da sinistra; Ochta, da destra. Alla sorgente della Neva iniziano i canali Staroladoga e Novoladožskij che collegano la Neva lungo la sponda meridionale del lago Ladoga con il Volchov.

## Storia
Durante il Medioevo il fiume era un'importante via di comunicazione est-ovest attraverso il Volga. Nel XVI secolo gli svedesi fondarono alla foce del fiume la fortezza di Nien, poi conquistata dai russi e rimpiazzata dalla Fortezza di Pietro e Paolo.

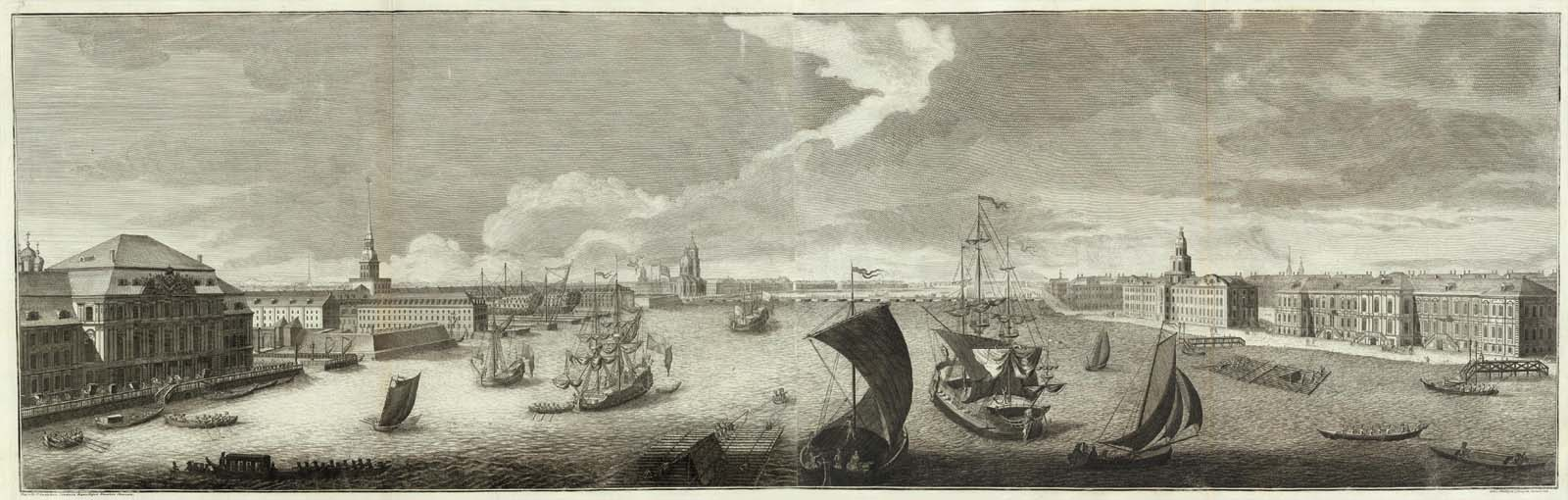
La Neva a San Pietroburgo, 1761.

## Lungoneva
- lungoneva del Palazzo
- lungoneva degli Inglesi
- lungoneva dell'Ammiragliato
- lungoneva dell'Università
- lungoneva tenente Schmidt

## Ponti
Sul corso principale del fiume, da monte verso valle, si trovano:
- Ponte Ladožskij (in russo Ла́дожский мост?), ponte autostradale costruito tra il 1978 e il 1983
- Ponte Bol'šoj Obuchovskij (in russo Большо́й Обу́ховский мост?, ponte strallato e unico ponte non levatoio sul fiume, terminato nel 2007
- Ponte Volodarskij (in russo Волода́рский мост?), ponte stradale aperto nel 1936, dotato anche di due binari per il translito dei tram
- Ponte ferroviario di Finlandia (in russo Финля́ндский железнодоро́жный мост?), ponte ferroviario costruito nel 1912. Nel 1987 un secondo ponte gemello è stato costruito a pochi metri di distanza dal primo.
- Ponte Aleksandr Nevskij (in russo Мост Алекса́ндра Не́вского?), ponte stradale inaugurato nel 1965
- Ponte Bol'šeochtinskij (in russo Большеохтинский мост?), ponte stradale aperto al traffico nel 1911
- Ponte della Fonderia (in russo Литейный мост?), ponte stradale aperto nel 1879
- Ponte della Trinità (in russo Троицкий мост?), ponte stradale terminato nel 1903

A valle del Ponte della Tranità il fiume si biforca in Grande Neva, a sud, e Piccola Neva a nord. Sulla Grande Neva si trovano:
- Ponte del Palazzo (in russo Дворцовый мост?), ponte stradale inaugurato nel 1916, deve il suo nome dl vicino Palazzo d'Inverno
- Ponte dell'Annunciazione (in russo Благовещенский мост?), terminato nel 1850, è il più vecchio ponte permanente sulla Neva

Il ramo della Piccola Neva invece è attraversato da:
- Ponte della Borsa (in russo Биржево́й мост?), originariamente un ponte in legno costruito nel 1894, è stato ricostruito con campate ad arco in metallo tra il 1957 e il 1960
- Ponte Tučkov (in russo Ту́чков мост?), l'originale ponte in legno del 1758 è stato ricostruito più volte, l'ultima delle quali in metallo nel 1965
- Ponte Betancourt (in russo Мост Бетанку́ра?), ponte stradale e pedonale terminato nel 2018, chiamato in onore dell'ingegnere Agustín de Betancourt